# Patriarca Llatí d'Antioquia
El patriarca llatí d'Antioquia fou un càrrec creat per Bohemon I d'Antioquia, rei d'Antioquia, després de la Primera Croada, per tal de representar l'Església Catòlica Romana a l'antiga jurisdicció del Patriarcat d'Antioquia (ara Patriarcat Llatí d'Antioquia). Es va crear el 1099 i va existir fins a la seva supressió formal el 1964.

## Patriarques llatins d'Antioquia
- Bernat de Valença (1100-1135)
- Raül de Domfront (1135-1139)
- Eimeric de Llemotges, dit Malafaida (1139-1193)
- Raül II (1193-1196)
- Pere I d'Angulema (1196-1208)
- Pere II d'Ivrea (1209-1217)
- Pere III de Capua (1219) (no consagrat)
- Rainer (1219-1225)
- interinitat de l'arquebisbe llatí de Tars (1225-1227)
- Albert de Rezzato (1227-1246)
- Opizo dei Fieschi (1247-1292), titular a partir de 1268
- Isnard, arquebisbe de Tebes a Grècia (1311-1320)
- vacant (1320-1342)
- Gérald Othon, general dels franciscans (1342-1348)
- Raymond de Salgues, bisbe d'Agen (?1364-1374)
- Séguin d'Anton, arquebisbe de Tours (1380-1395)
- Wenceslas, canceller del rei de Bohèmia (1398-1409)
- Joan, administrador perpetu de Sant Ruf (1415-1426)
- Guilleme de la Tour, bisbe de Rodés (1429-1439?)
- Denis du Moulin, bisbe de París (1439-1447)
- Jacques Jouvenel dels Ursins (1449-1457)
- desconegut, vers 1461
- Lorenzo Zane, bisbe de Brèscia (1478-1485)
- Alfonso Caraffa, bisbe de Lucera (1505-1534)
- Fernando de Loazes (15/02/1566 - 29/02/1568)
- Joan de Ribera, arquebisbe de València (1568-1581?)
- Luigi Caetani, cardenal (1622-1626)
- Gian Battista Pamphili (1626-1631) futur papa Innocenci X
- Cesare Monti, arquebisbe de Milà (1631-1650?)
- Alessandro Crescenzi, cardenal (1675-1688)
- Carles Tomàs Maillard de Tournon, llegat a la Xina (1701-1710)
- Giberto Borromeo, cardenal (1711-1714)
- Joaquim Ferran de Portocarrero, cardenal (1735-1743)
- Francesco Maria Pallavicini (1743 - ?)
- desconegut ?
- Ludovico Calini (1751–1766?)
- desconegut/s ?
- Giulio Maria della Somaglia (1788–1795?)
- Antonio Despuig y Dameto (1799–1813)
- vacant
- Lorenzo Girolamo Mattei (1822–1833)
- desconegut/s ?
- Albertus Barbolani di Montauto (1856–1857)
- Josephus Melchiades Ferlisi (1858–1860)
- Carolus Belgrado (1862–1866)
- Paulus Brunoni (1868–1877)
- Petrus De Villanova (1879–1881)
- Placidus Ralli (1882–1884)
- Vicenzo Tizzani, arquebisbe de Nezib (1886-1899?)
- Carlo Nocella (1899-1901), mort el 1903 com patriarca llatí de Constantinoble
- Lorenzo Passarini (1901-1915)
- Ladislao Michele Zaleski (1916-1925)
- Roberto Vicentini (1925-1953)
- sede vacante (1953-1964)
- supressió formal (1964)